# Twierdzenie Königa
Twierdzenie Königa – twierdzenie o energii kinetycznej ciała sztywnego.
Energia kinetyczna ciała sztywnego jest równa sumie energii kinetycznej ruchu postępowego środka masy i ruchu obrotowego względem osi w środku masy, równoległej do wektora prędkości kątowej
{\displaystyle E_{k}={\frac {1}{2}}mv_{c}^{2}+{\frac {1}{2}}I_{c}\omega ^{2},}
gdzie:
{\displaystyle m} – masa ciała,
{\displaystyle v_{c}} – prędkość liniowa środka masy,
{\displaystyle \omega } – prędkość kątowa bryły,
{\displaystyle I_{c}} – moment bezwładności bryły względem środka masy.